# هور ابن نجم
هور ابن نجم وهو أحد الأهوار في العراق بين محافظات النجف وبابل والديوانية والتي تم تجفيفها في عهد الرئيس السابق للعراق صدام حسين وتبلغ مساحته 24 ألف هكتار عملت مديرية البيئة في محافظة النجف على إعادة المياه إلى الهور وغمر مساحة كبيرة منه بالمياه تتوسط منخفض الهور عدة جداول لشط العباسية المتفرع من نهر الفرات وهي جداول الوهابي والحيدري وأبو غرب والعريان والأعمى الخماسي والرئيسي الذي يتفرع بدوره إلى جدول أبو حلان والخماسي الفرعي وجدول الزيدي الذي يتفرع بدوره إلى جدولي الغزالي والتيل، ويتمتع الهور بثروة هائلة من الأسماك منها البني والكطان والحمري وأبو خريزة وكاريبي صغير أو اعتيادي والشلك والصبور واليافود وسمك أبو الزمير وأنواع مختلفة من الطيور منها الخضيري والحذاف ودجاج الماء وأبو بسيلة والكوشر والجوشم والغرنوك والبط والسماك والبرهان والنكوض والبيوض .